# Tefnut
Tefnut era zeița umezelii și a aerului cald și umed în mitologia egipteană. Este imaginată ca fiind o femeie culcată pe orizontală, despărțind atmosfera de Pământ. Câteodată este imaginată ajutându-și soțul, Shu, să o „ridice” pe Nut (zeița cerului).
Alături de fratele și soțul ei Shu, Tefnut a fost prima zeitate creată de Atum prin masturbare. Ulterior, Atum a fost asociat cu Ra, astfel Ra devenind tatăl lui Tefnut. Conform unui mit, Tefnut s-a înfuriat pe tatăl ei și a fugit din Nubia, o zonă din sudul Egiptului și nordul Sudanului. Doar zeul Thot a reușit să o convingă se se întoarcă.
Imagini ale zeiței Tefnut fac referire la o femeie care poartă discul solar înconjurat de două cobre.

## Nume
| t · f | n · t | I13 |

| t · f | n · t | I13 |

Numele Tefnut nu are o etimologie certă, dar este posibil să fie o onomatopee a sunetului scuipatului, deoarece Atum o scuipă în unele versiuni ale mitului creației. În plus, numele ei a fost scris ca o gură care scuipă, în texte târzii.
La fel ca majoritatea zeităților egiptene, inclusiv fratele ei, Tefnut nu are un singur semn ideografic sau simbol. Numele ei în hieroglife este format din patru semne fonograme unice, t-f-n-t. Deși fonograma „n” este o reprezentare a valurilor de pe suprafața apei, ea nu a fost niciodată folosită ca ideogramă sau determinant pentru cuvântul „apă” (mw) sau pentru orice altceva asociat cu apa.

## Mitologie

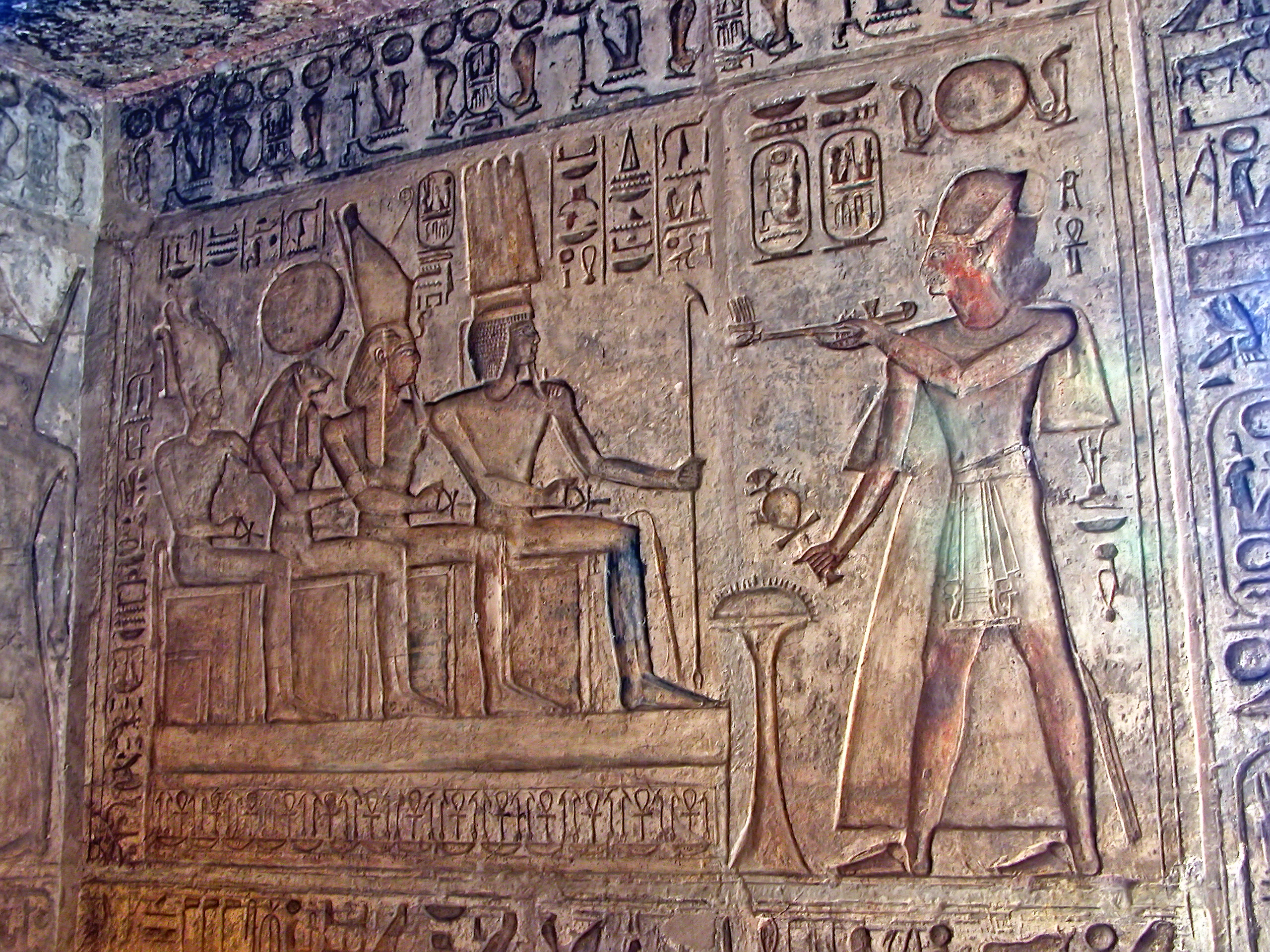
Ramses al II-lea aducând ofrande zeilor. Tefnut este a doua din stânga.
(Templul Wadi es-Sebua)</br>

Tefnut este o fiică a divinității solare Ra-Atum. Căsătorită cu fratele ei geamăn Shu, este mama lui Nut, cerul, și a lui Geb, pământul. Nepoții lui Tefnut au fost Osiris, Isis, Seth, Nephthys și, în unele versiuni, Horus. Ea a fost, de asemenea, străbunica lui Horus cel Tânăr. Alături de tatăl, fratele, copiii, nepoții și strănepoții ei, ea este membră a Enneadei din Heliopolis.
Există o serie de variante ale mitului creării gemenilor Tefnut și Shu. În fiecare versiune, Tefnut este produsul partenogenezei, și toate implică o varietate de fluide corporale.
Tefnut a fost legată de alte zeițe leonine ca Ochiul lui Ra. Ca leoaică, ea putea afișa un aspect furios și se spune că ar fi fugit în Nubia, furioasă, geloasă pe cultul superior al nepoților ei. Abia după ce a primit titlul de „onorabilă” de la Thot, s-a întors. În textele anterioare ale piramidelor se spune că ea produce ape pure din vaginul ei.
Întrucât Shu îl despărțise cu forța pe fiul său Geb, de sora sa-soție Nut, Geb l-a provocat pe tatăl său, determinându-l pe acesta din urmă să se retragă din lume. Geb, care era îndrăgostit de mama sa, Tefnut, o ia ca regină-consort principală.

## Reprezentare

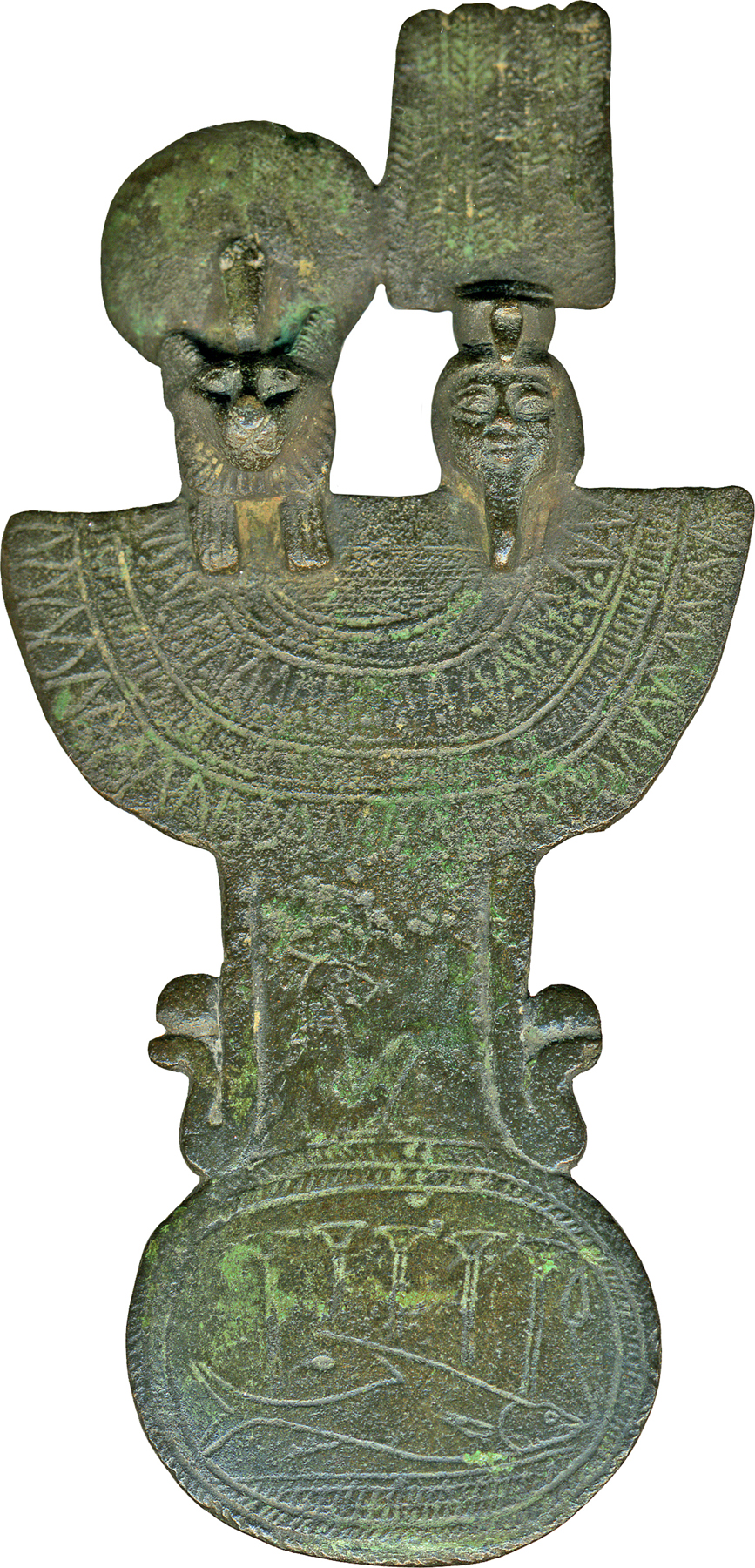
Menat din bronz cu Tefnut și Shu, 664-380 î.Hr.

Tefnut este o divinitate leonină și apare ca om cu un cap de leoaică atunci când este reprezentată ca parte a Marii Enneade din Heliopolis. Cealaltă reprezentare frecventă este ca leoaică, dar Tefnut poate fi reprezentată și ca fiind complet umană. În forma ei complet sau semiantropomorfă, este reprezentată purtând o podoabă pe cap, având în vârf un șarpe și un disc solar, iar uneori este reprezentată cu un șarpe cu cap de leu. Chipul ei este uneori despicat în două capete, cu împărțind corpul cu fratele ei, Shu.
În timpul dinastiei a XVIII-a și a XIX-a, în special în perioada Amarna, Tefnut a fost reprezentată în formă umană purtând o coafură joasă și plată, încununată cu plante înmugurite. Mama lui Akhenaton, Tiye, a fost reprezentată purtând o coafură similară și identificându-se cu Hathor-Tefnut. Coroana albastră emblematică a lui Nefertiti este considerată de arheologul Joyce Tyldesley ca fiind derivată din coafura lui Tiye și poate indica faptul că și ea se identifica cu Tefnut.

## Cult
Heliopolis și Leontopolis (în prezent ell el-Muqdam) erau principalele centre de cult ale lui Tefnut. La Heliopolis, Tefnut a fost unul dintre membrii marii Eneade a acelui oraș. Zeița este menționată în legătură cu purificarea wabet-ului (preotului) ca parte a ritualului templului. Aici avea un sanctuar numit Mensetul de Jos.
La Karnak, Tefnut făcea parte din Enneadă și era invocată în rugăciunile pentru sănătatea și bunăstarea faraonului.
Ea era venerată împreună cu Shu sub forma unei perechi de lei la Leontopolis, în Delta Nilului.

## Genealogia lui Tefnut
|      |      |      |      |       |       |       |       |        |        |        |        |        |        |  |  | Ra zeul suprem |          |          |          |          |          |  |  |      |      |      |      |      |      |  |  |
|      |      |      |      |       |       |       |       |        |        |        |        |        |        |  |  |                |          |          |          |          |          |  |  |      |      |      |      |      |      |  |  |
|      |      |      |      |       |       |       |       |        |        |        |        |        |        |  |  |                |          |          |          |          |          |  |  |      |      |      |      |      |      |  |  |
|      |      |      |      |       |       |       |       | Tefnut | Tefnut | Tefnut | Tefnut | Tefnut | Tefnut |  |  |                |          |          |          |          |          |  |  | Shu  | Shu  | Shu  | Shu  | Shu  | Shu  |  |  |
|      |      |      |      |       |       |       |       | Tefnut | Tefnut | Tefnut | Tefnut | Tefnut | Tefnut |  |  |                |          |          |          |          |          |  |  | Shu  | Shu  | Shu  | Shu  | Shu  | Shu  |  |  |
|      |      |      |      |       |       |       |       |        |        |        |        |        |        |  |  |                |          |          |          |          |          |  |  |      |      |      |      |      |      |  |  |
|      |      |      |      |       |       |       |       |        |        |        |        |        |        |  |  |                |          |          |          |          |          |  |  |      |      |      |      |      |      |  |  |
|      |      |      |      |       |       |       |       | Geb    | Geb    | Geb    | Geb    | Geb    | Geb    |  |  |                |          |          |          |          |          |  |  | Nut  | Nut  | Nut  | Nut  | Nut  | Nut  |  |  |
|      |      |      |      |       |       |       |       | Geb    | Geb    | Geb    | Geb    | Geb    | Geb    |  |  |                |          |          |          |          |          |  |  | Nut  | Nut  | Nut  | Nut  | Nut  | Nut  |  |  |
|      |      |      |      |       |       |       |       |        |        |        |        |        |        |  |  |                |          |          |          |          |          |  |  |      |      |      |      |      |      |  |  |
|      |      |      |      |       |       |       |       |        |        |        |        |        |        |  |  |                |          |          |          |          |          |  |  |      |      |      |      |      |      |  |  |
| Isis | Isis | Isis | Isis | Isis  | Isis  |       |       | Osiris | Osiris | Osiris | Osiris | Osiris | Osiris |  |  | Nephthys       | Nephthys | Nephthys | Nephthys | Nephthys | Nephthys |  |  | Seth | Seth | Seth | Seth | Seth | Seth |  |  |
| Isis | Isis | Isis | Isis | Isis  | Isis  |       |       | Osiris | Osiris | Osiris | Osiris | Osiris | Osiris |  |  | Nephthys       | Nephthys | Nephthys | Nephthys | Nephthys | Nephthys |  |  | Seth | Seth | Seth | Seth | Seth | Seth |  |  |
|      |      |      |      |       |       |       |       |        |        |        |        |        |        |  |  |                |          |          |          |          |          |  |  |      |      |      |      |      |      |  |  |
|      |      |      |      | Horus | Horus | Horus | Horus | Horus  | Horus  |        |        |        |        |  |  | Hathor         | Hathor   | Hathor   | Hathor   | Hathor   | Hathor   |  |  |      |      |      |      |      |      |  |  |
|      |      |      |      | Horus | Horus | Horus | Horus | Horus  | Horus  |        |        |        |        |  |  | Hathor         | Hathor   | Hathor   | Hathor   | Hathor   | Hathor   |  |  |      |      |      |      |      |      |  |  |